# Marta S. Halpert
Marta S. Halpert (* in Budapest) ist eine österreichische Journalistin.

## Leben
Marta S. Halpert wurde in Ungarn geboren, sie flüchtete mit ihrer Familie vor den Kommunisten nach Wien. Sie studierte in London und Genf und begann ihren journalistischen Werdegang in Tel Aviv, wo sie für die Jerusalem Post arbeitete. Mit der Rückkehr nach Wien wurde sie Mitherausgeberin und Miteigentümerin der von Theodor Herzl 1897 gegründeten Neuen Welt. 17 Jahre fungierte sie als Chefredakteurin dieser Monatszeitschrift. Zusätzlich arbeitete Halpert für internationale Medien, wie das amerikanische Magazin Newsweek, Partisan Review, die Jerusalem Post Haaretz, Europäische Rundschau und die Vogue.
Seit der Gründung des Wochenmagazins Focus (Burda-Verlag, München) im Jahr 1993 arbeitet sie als Österreich-Korrespondentin für das Magazin und berichtete ebenso aus Ungarn, der Slowakei und Slowenien. Von 1997 bis 2001 leitete sie das österreichische Büro der Anti Defamation League, New York und der Ronald S. Lauder Foundation in Wien.
Von 2008 bis 2012 redigierte sie als Chefredakteurin Das Jüdische Echo, ein europäisches Forum für Kultur und Politik.
Seit 2012 ist sie ständige Autorin für das jüdische Monatsmagazin WINA und berichtet über Politik (Österreich, Ungarn, Israel) und das Kulturleben in Österreich.

## Veröffentlichungen
als Autorin
- Gegangen und Geblieben. Ungarn 1956. Lebensläufe nach dem ungarischen Volksaufstand. Molden, Wien 2006, ISBN 3-85485-176-6.
- Jüdisches Leben in Österreich. Bundeskanzleramt, Wien 1992.
- "Luxus aus Wien", gemeinsam mit Reinhard Engel. Hardcover (Czernin-Verlag) und "Shopping guide" in Deutsch und Englisch

als Herausgeberin
- Gertner Daneq: Ich folge dem Weg von zuhause. Aus dem galizischen Stetl in die Maschinenbau-Industrie und ins bürgerliche Wien. Eine Lebensgeschichte. Edition DG, Wien 2004, ISBN 3-200-00099-6.

## Auszeichnungen
- 2006: Bruno-Kreisky-Preis für das politische Buch, Anerkennungspreis